# Octotropideae
Octotropideae es una tribu de plantas pertenecientes a la familia Rubiaceae. 

## Géneros
Según wikispecies
- Feretia - Fernelia - Flagenium - Hypobathrum - Kraussia - Lemyrea - Octotropis - Paragenipa - Polysphaeria - Pouchetia - Ramosmania

- Según NCBI:
- Canephora - Feretia - Fernelia - Hypobathrum - Kraussia - Paragenipa - Polysphaeria - Pouchetia - Ramosmania - Xantonnea[1]